# شهرستان یونیون (کنتاکی)
شهرستان یونیون، کنتاکی (به انگلیسی: Union County, Kentucky) یک سکونتگاه مسکونی در ایالات متحده آمریکا است که در کنتاکی واقع شده‌است.